# Bracq
Bracq is een geslacht waarvan leden sinds 1991 tot de Belgische adel behoren.

## Geschiedenis
Op 22 mei 1991 werd dr. Robert Bracq (1912-1997) motu proprio opgenomen in de erfelijke Belgische adel met de persoonlijke titel van baron. Anno 2018 waren er nog vijf mannelijke telgen in leven, de laatste geboren in 1998.

### Wapenbeschrijving
- 1991: In goud, een kringvormige slang van azuur, boven vergezeld van een regenboog van keel, sinopel en azuur. Een helm van zilver, gekroond, getralied, gesierd en omboord van goud, gevoerd en gehecht van keel. Dekkleden: goud en azuur. Helmteken: een uitkomend kind, gekleed van azuur, houdende met beide handen een lelie van goud. Wapenspreuk: 'D'abord resoudre', in letters van goud, op een lint van azuur. Bovendien voor de [titularis] het schild gedekt met de rangkroon van baron, en gehouden door twee pelikanen, gebekt en gepoot van goud.

## Enkele telgen
Dr. Robert baron Bracq (1912-1997), eerste-subsituut-procureur des Konings te Charleroi, voorzitter van de v.z.w. 'Arc-en-Ciel', enz.
- Jhr. dr. Pierre Bracq (1940-2002)
  - Jhr. Jean-François Bracq (1969), chef de famille
    - Jhr. Matthieu Bracq (1995), vermoedelijke opvolger als chef de famille